# Женская сборная США по хоккею с шайбой
Женская сборная США по хоккею с шайбой представляет США на международных турнирах по хоккею с шайбой. Управляется Федерацией США по хоккею с шайбой. Главный тренер сборной — Джоэл Джонсон.
Первый официальный матч сыграла 21 апреля 1987 года против Канады (1:2).
На данный момент сборная занимает первое место в мировом рейтинге и является одной из сильнейших сборных, 10 раз становясь чемпионами мира и дважды чемпионом Олимпийских игр (1998 и 2018).

## Выступления на Олимпийских играх
- 1998 — Чемпион
- 2002 — Серебряная медаль
- 2006 — Бронзовая медаль
- 2010 — Серебряная медаль
- 2014 — Серебряная медаль
- 2018 — Чемпион
- 2022 — Серебряная медаль

## Выступления на чемпионатах мира
- 1990 — Серебряная медаль
- 1992 — Серебряная медаль
- 1994 — Серебряная медаль
- 1997 — Серебряная медаль
- 1999 — Серебряная медаль
- 2000 — Серебряная медаль
- 2001 — Серебряная медаль
- 2003 — чемпионат не состоялся
- 2004 — Серебряная медаль
- 2005 — Чемпион
- 2007 — Серебряная медаль
- 2008 — Чемпион
- 2009 — Чемпион
- 2011 — Чемпион
- 2012 — Серебряная медаль
- 2013 — Чемпион
- 2015 — Чемпион
- 2016 — Чемпион
- 2017 — Чемпион
- 2019 — Чемпион
- 2021 — Серебряная медаль
- 2022 — Серебряная медаль
- 2023 — Чемпион